# Deutsche Oper Berlin
La Deutsche Oper Berlin u Ópera Alemana de Berlín es una compañía ópera con sede en Berlín (Alemania), correspondiente al Berlín Occidental durante los años en que estuvo erigido el Muro de Berlín. El edificio sede de la compañía, también denominado Deutsche Oper Berlin, es también la sede del Staatsballett Berlin ('Ballet del Estado de Berlín', en alemán).

## Historia
La historia de la compañía comienza con la Deutsches Opernhaus ('Casa de la Ópera', en alemán) del barrio berlinés de Charlottenburg, concretamente en la Bismarckstraße, 34-37, que fue promovida en 1911 por una sociedad privada (Großer Berliner Opernverein) y abierta al público en noviembre de 1912 con una producción de Fidelio, de Beethoven, dirigida por Ignaz Waghalter. En 1925, el nombre de la sede en la que residía la compañía fue cambiado a Städtische Oper ('Ópera Municipal', en alemán), tras la quiebra de la sociedad fundadora, y que la ciudad de Berlín asumiera el control. La intención fue convertir el teatro en la sede de un ambicioso proyecto de teatro musical, liderado por el director musical Bruno Walter, y con Heinz Tietjen como director general. La Städtische Oper llegó a ser un foco cultural dentro de una ciudad que, en esa época, era ya de por sí un reconocido centro de creatividad e innovación. Alternando el trabajo meticuloso en el repertorio tradicional con la presentación de obras contemporáneas (entre las que se destacan las óperas de Ernst Krenek o Kurt Weill), consiguió rivalizar con los otros dos escenarios operísticos de la ciudad: la Ópera Kroll (fundada en 1927 y dirigida por Otto Klemperer), y la Hofoper (con la dirección musical de Erich Kleiber). Tras la salida de la institución de Tietjen, el nuevo director general, Carl Ebert, continuó reforzando la reputación artística del teatro durante los primeros años 30.
Con el advenimiento del Tercer Reich, Joseph Goebbels mandó que el nombre volviera a ser Deutsches Opernhaus. En 1935, el edificio fue remodelado por Paul Baumgarten y el aforo se redujo de 2300 butacas a 2098. El Intendant (director general) Carl Ebert prefirió emigrar de Alemania antes de tener que transigir con la visión nazi de la música, y terminó fundando -junto con Fritz Busch- en el Reino Unido el Festival de Glyndebourne. Los nuevos administradores centraron la actividad del teatro en el repertorio alemán, eliminando a los compositores modernos.
El edificio sede de la Deutsche Oper resultó completamente destruido el 23 de noviembre de 1943. La actividad de la compañía se trasladó en un primer momento al Admiralspalast, en Friedrichstraße, pero en otoño de 1944 cerró definitivamente.

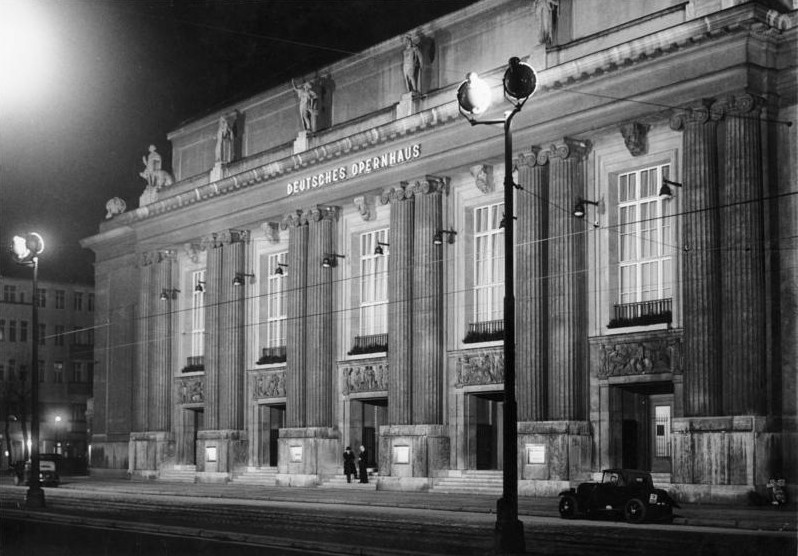
El antiguo edificio en 1936 (destruido en 1943)

Después de la guerra, la compañía tuvo que instalarse provisionalmente —otra vez como Städtische Oper— en el Theater des Westens (que había resultado prácticamente intacto tras los bombardeos) y comenzar a construir el repertorio desde cero, al haber sido destruido todo el material escénico, y deshecha la compañía. El nuevo edificio, diseñado por Fritz Bornemann, fue construido en el mismo lugar de la Bismarckstrasse donde se levantaba el antiguo teatro, siendo inaugurado el 24 de septiembre de 1961 con Don Giovanni de Mozart, en una producción diseñada por Carl Ebert, que había vuelto a tomar el cargo de director general en 1954, con la dirección musical de Ferenc Fricsay, y la participación de Dietrich Fischer-Dieskau, Elisabeth Grümmer, Pilar Lorengar y Walter Berry. Solo dos meses antes de la inauguración se había producido la separación de los dos sectores de Berlín mediante el muro, y los otros dos teatros de la ciudad (Komische Oper y Staatsoper) habían quedado en el sector oriental.  El nuevo edificio ya abrió con el nombre actual de Deutsche Oper Berlin. La forma de la sala garantiza una óptima visibilidad y acústica desde cualquiera de sus 1.865 asientos.
Entre la ilustre nómina de Generalmusikdirectoren ('directores generales musicales', en alemán) de la compañía destacan: Bruno Walter, Ferenc Fricsay, Lorin Maazel, Gerd Albrecht, Jesús López Cobos, Giuseppe Sinopoli, Rafael Frühbeck de Burgos, Christian Thielemann y Renato Palumbo. Desde 2009, el director escocés Donald Runnicles es  Generalmusikdirector, por un contrato inicial de cinco años, prolongado posteriormente hasta 2022.
Desde 2012, el Intendant es Dietmar Schwarz. Algunos de sus predecesores en el cargo, desde la reapertura, han sido nombres tan prestigiosos como Egon Seefehlner (que también dirigió la Ópera Estatal de Viena), el violonchelista Siegfried Palm, el compositor Udo Zimmermann, la directora Kirsten Harms y, sobre todo, el director de escena Götz Friedrich, que permaneció en el cargo durante casi 19 años.

## Anécdotas y controversia

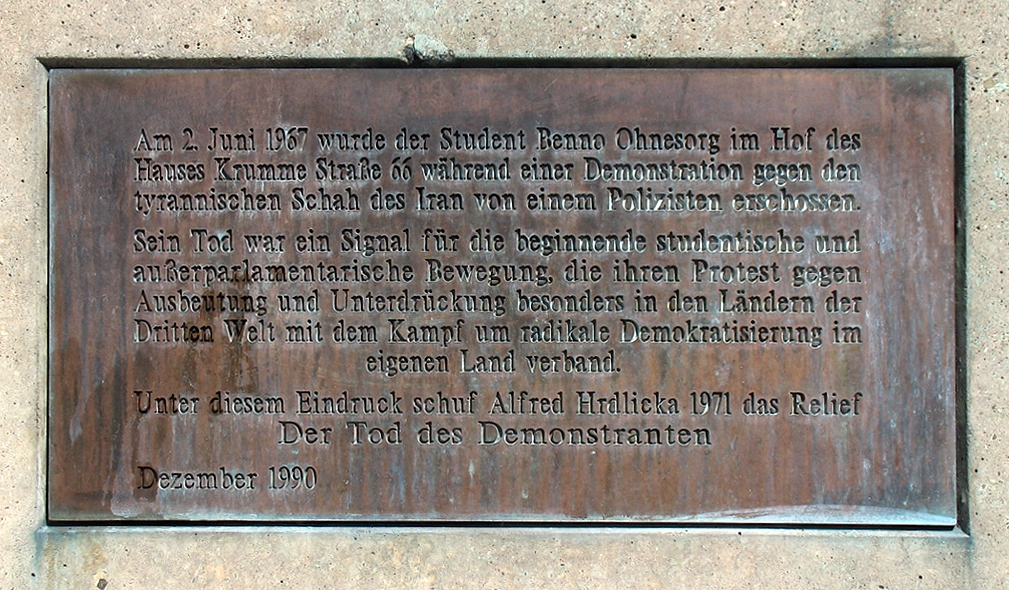
Gedenktafel Benno Ohnesorg am Relief "Der Tod des Demonstranten" von Alfred Hrdlicka, vor der Deutschen Oper Berlin

En 1967, la sede de la Deutsche Oper fue el escenario del trágico tiroteo del estudiante Benno Ohnesorg, de 27 años y casado, durante una manifestación del movimiento estudiantil alemán en protesta por la visita del Shah de Persia a Berlín, hecho que causó un gran escándalo de importantes consecuencias políticas.
En abril de 2001, el director italiano Giuseppe Sinopoli, que había sido director musical del teatro diez años antes, murió en el podio de un ataque al corazón, mientras dirigía la ópera Aida de Verdi, a la edad de 54 años. La representación estaba sirviendo de homenaje a Götz Friedrich, fallecido meses antes.
En septiembre de 2006, la compañía hubo de cancelar las representaciones de la ópera Idomeneo de Mozart en el montaje del enfant terrible Hans Neuenfels en el que, sin relación con el argumento de la obra, aparecían en escena las cabezas decapitadas de Jesucristo, Buda y Mahoma, por miedo a que posibles ofensas a creyentes musulmanes pudieran desencadenar actos violentos de protesta que pusieran en peligro la seguridad del público y artistas, al estar aún recientes las reacciones por unas caricaturas de Mahoma aparecidas en Dinamarca un año antes. La decisión de la dirección fue criticada por miembros del gobierno federal de Alemania encabezados por su canciller, Angela Merkel. La reacción de los fieles musulmanes fue diversa, con el líder del Consejo Islámico Alemán aprobando la decisión, mientras que el jefe de la Comunidad Turca la criticó, declarando:

Esto se trata de arte, no de política... Deberíamos evitar relacionar el arte con la religión — porque eso nos llevaría de vuelta a la Edad Media.

A finales de octubre de 2006, la dirección de la Deutsche Oper anunció la reanudación de la representación de Idomeneo, sin que tuviera que lamentarse ningún incidente relevante.

## Intendanten (directores generales)
- Georg Hartmann (1912–1923)

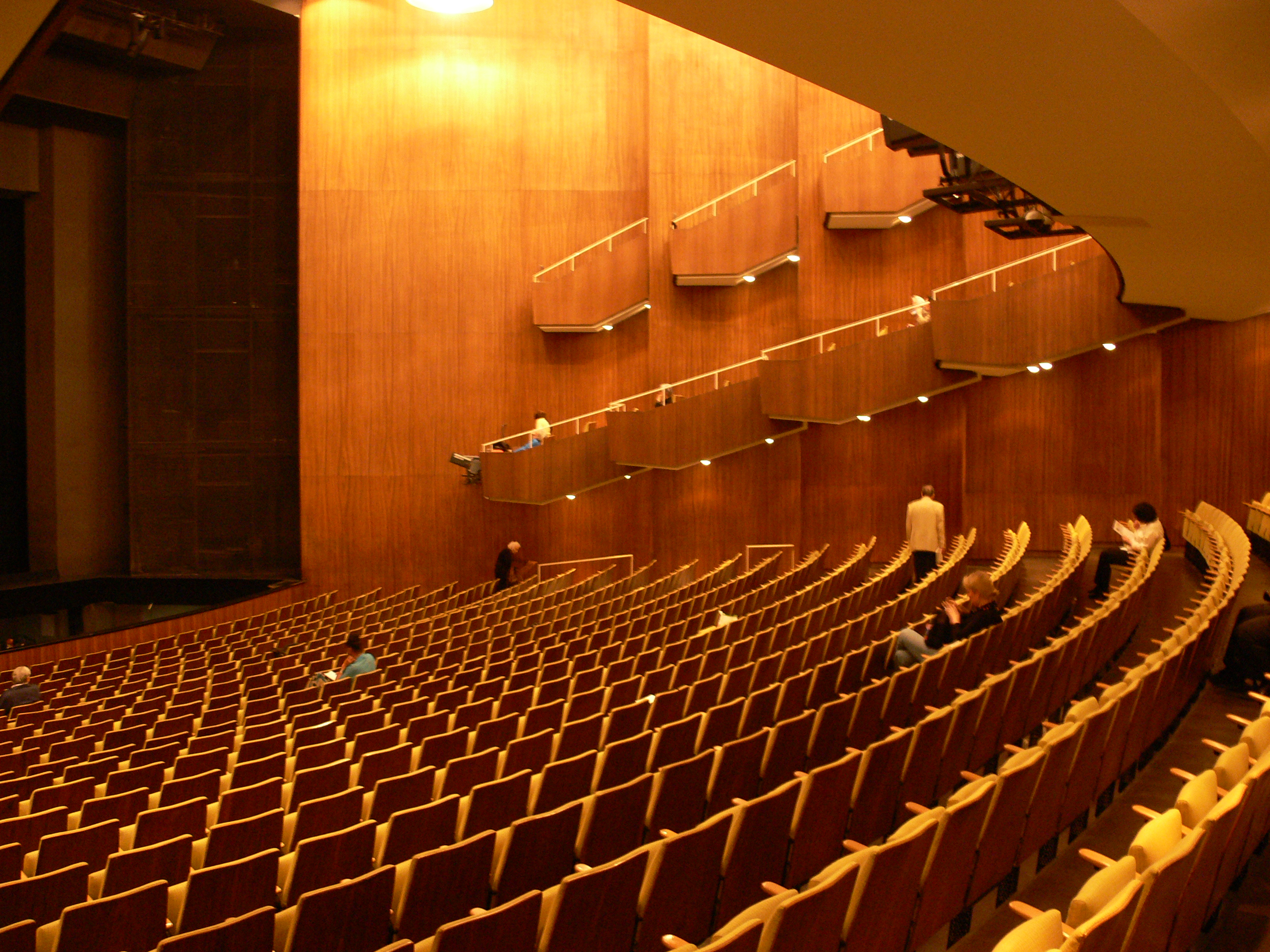
Imagen del auditorio del edificio actual

- Wilhelm Holthoff von Faßmann (1923–1925)
- Heinz Tietjen (1925–1931)
- Carl Ebert (1931–1933)
- Max von Schillings (1933)
- Wilhelm Rode (1934–1944)
- Michael Bohnen (1945–1947)
- Heinz Tietjen (1948–1954)
- Carl Ebert (1954–1961)
- Gustav Rudolf Sellner (1961–1972)
- Egon Seefehlner (1972–1976)
- Siegfried Palm (1976–1981)
- Götz Friedrich (1981–2000)
- André Schmitz (provisional, 2000–2001)
- Udo Zimmermann (2001–2003)
- Heinz Dieter Sense / Peter Sauerbaum (provisional, 2003–2004)
- Kirsten Harms (2004–2011)
- Dietmar Schwarz (desde 2012)

## Generalmusikdirektoren (directores generales musicales)
- Bruno Walter (1925–1929)
- Artur Rother (1935–1943, 1953–1958)
- Karl Dammer (1937–1943)
- Ferenc Fricsay (1949–1952)
- Richard Kraus (1954–1961)
- Lorin Maazel (1965–1971)
- Jesús López Cobos (1981–1990)
- Giuseppe Sinopoli (1990–1992)
- Rafael Frühbeck de Burgos (1992–1997)
- Christian Thielemann (1997–2004)
- Renato Palumbo (2006–2008)
- Donald Runnicles (desde 2009)